# 大橋彩香
大橋彩香（日语：／ Ōhashi Ayaka，1994年9月13日—）是日本女性聲優、歌手，HoriPro International所屬。東京都出身，身高159cm，血型A型。

## 人物
2011年，在Horipro Talent Scout Caravan次世代聲優藝人甄選會中晉級至決賽。其後為Horipro所屬。
2012年，電視動畫《聖誕之吻SS+ plus》第10話飾演的「執行委員」一角，是她的首次聲優演出。同年4月播出的電視動畫《交響詩篇AO》中的芙蕾雅·布蘭是她演出的第一個固定登場角色。
在官方介紹頁中，興趣是卡拉OK、動畫鑑賞、上網、遊戲、音樂鑑賞、打鼓、讀書（輕小說），特技是打鼓、卷海報、包透明書皮。
擁有可愛且帶活力的少女聲線，代表作有《偶像大師 灰姑娘女孩》系列的島村卯月。但平時說話口音特殊，夾雜非常多的濁音，常成為其他聲優模仿的對象。其本人承认西明日香模仿得最像。
在五十嵐裕美主持的广播节目中读新闻稿时将读成，由此产生了外号，简称为（Hego）。
2014年8月，發行首張單曲歌手出道。

## 演出作品
※粗字是指主角或主要角色。

### 電視動畫
2012年
- 偶像學園（紫吹蘭[8]）
- 聖誕之吻SS+ plus（實行委員）
- 交響詩篇AO（芙蕾雅·布蘭）
- 麵包超人（黃鉛筆人、布丁君）

2013年
- 摸索吧！部活劇（田中心春[9]）
- 心跳！光之美少女（蘭斯）
- 幻想玩偶（鵜野渦芽[10]）
- 前進吧！登山少女（女性客）
- 開漫－啦！（西島蘋果）

2014年
- 魔女的使命（學生）
- 健全機鬥士（友寄鳥子[11]）
- GO！GO！575（小林抹茶[12]）
- 摸索吧！部活劇 安可（田中心春[13]）
- HAMATORA ─超能偵探社─（蕾伊）
- 生存遊戲社（園川桃香）
- 斬！赤紅之瞳（黑瞳）

2015年
- 偶像大師 灰姑娘女孩（島村卯月）
- 摸索吧！部活劇 Spinoff 和噗嚕噗嚕夏露姆遊玩吧（田中心春）
- 彗星·路西法（菲莉雅）
- Concrete Revolutio～超人幻想～（夏姬）

2016年
- 最終騎士（法菈利翁）
- 偶像學園STARS！（香澄夜空）
- Concrete Revolutio～超人幻想～ THE LAST SONG（夏姬）
- 魔法少女？Naria☆Girls（日语：魔法少女?なりあ☆がーるず）（偶像魔獸）
- 輕拍翻轉小魔女（雅雅卡）

2017年
- 政宗君的復仇（安達垣愛姬）
- BanG Dream!（山吹沙綾）
- 偶像大師 灰姑娘女孩劇場1st & 2nd SEASONs（島村卯月）
- Re:CREATORS（島崎剎那）
- 雛邏輯～來自幸運邏輯～（五六八葵）
- 騎士&魔法（亞黛爾楚·歐塔）
- Princess Principal（委員長）

2018年
- 賽馬娘 Pretty Derby（伏特加[14]）
- 老子是魔法少女（卯野咲）
- 偶像活動Friends！（明日香未來）
- 偶像大師 灰姑娘女孩劇場3rd SEASON（島村卯月）
- 牙狼 -VANISHING LINE-（利吉）
- BanG Dream! Girls Band Party!☆PICO（山吹沙綾）
- 叛逆性百萬亞瑟王（輝夜）
- 聖鬥士星矢 聖鬥少女翔（留美[15]）

2019年
- BanG Dream! 2nd Season（山吹沙綾[16]）
- 偶像大師 灰姑娘女孩劇場4th CLIMAX SEASON（島村卯月）
- 只要長得可愛，即使是變態你也喜歡嗎？（鳳小春[17]、素食主義者的飼主）
- 偶像學園 on Parade！（紫吹蘭、香澄夜空、明日香未來）

2020年
- 魔法紀錄 魔法少女小圓外傳（秋野楓[18]）
- BanG Dream! 3rd Season（山吹沙綾）
- 排球少年！！TO THE TOP（米澤舞子）
- 超異域公主連結 Re:Dive（初音）
- 高校之神（劉美羅）
- BanG Dream! Girls Band Party!☆PICO ～大份～（山吹沙綾）
- 弩級戰隊HXEROS（大河橙馬）
- 賽馬娘四格（伏特加）
- 與汪汪喵喵同居的開心日常（小時候的貓大人、護士、呼喚波奇的人們、路人猫）
- 在魔王城說晚安（哈耳庇厄）

2021年
- 賽馬娘 Pretty Derby Season 2（伏特加）
- 與汪汪喵喵同居的開心日常（路人狗、路人狗B、店員A、小狗C、街上的人B）
- 結城友奈是勇者 啾嚕！（乃木若葉）
- 魔法紀錄 魔法少女小圓外傳 2nd SEASON -覺醒前夜-（秋野楓）
- 結城友奈是勇者-大滿開之章-（乃木若葉）
- BanG Dream! Girls Band Party!☆PICO Fever!（山吹沙綾）

2022年
- BanG Dream! 少女樂團派對！5週年紀念動畫 -CiRCLE THANKS PARTY!-（山吹沙綾）
- 超異域公主連結 Re:Dive Season 2（初音）
- 魔法紀錄 魔法少女小圓外傳 Final SEASON -淺夢的黎明-（秋野楓[19]）
- 史上最強大魔王轉生為村民A（席爾菲·美爾海芬[20]）
- 真·一騎當千（孫權仲謀[21]）
- SHINE POST（螢／松口螢[22]）
- 聖劍傳說 Legend of Mana -The Teardrop Crystal-（卡佩拉、芙拉美修）

2023年
- 萬事屋齋藤先生轉生異世界（メヴェナ）
- 可愛過頭大危機（羊間茜子[23]）
- 偶像大師 灰姑娘女孩 U149（島村卯月）
- 政宗君的復仇R（安達垣愛姬[24]）
- 奇異賢伴 黑色天使（安潔[25]）
- 賽馬娘 Pretty Derby Season 3（伏特加[26]）

2024年
- 最強肉盾的迷宮攻略～擁有稀少技能體力9999的肉盾，被勇者隊伍辭退了～（莉莉亞[27]）
- 吹響吧！上低音號3（釜屋燕[28]）
- 蔚藍檔案 The Animation（黑見茜香[29]）
- 身為VTuber的我因為忘記關台而成了傳說（晝寢貓魔[30]）
- 再見龍生，你好人生（克莉絲蒂娜[31]）

2026年
- 魔王的女兒太溫柔了！！（賈希[32]）

### OVA
2018年
- 政宗君的復仇（安達垣愛姬）

### 劇場動畫
2013年
- 劇場版 DokiDoki！光之美少女：小愛结婚了!!?連結未來的希望禮服（蘭斯）
- 劇場版 光之美少女 All Stars New Stage2：心之朋友（蘭斯）

2014年
- 劇場版 光之美少女 All Stars New Stage3：永遠的朋友（蘭斯）
- 劇場版 偶像學園！（紫吹蘭）

2015年
- 偶像學園！大家一起來獲得音樂大賞吧！（紫吹蘭）

2016年
- 劇場版 偶像學園STARS！（香澄夜空）
- 偶像學園！～被盯上的魔法偶活卡～（紫吹蘭）

2019年
- BanG Dream! FILM LIVE（山吹沙綾）

2021年
- 劇場版 BanG Dream! Episode of Roselia I：約定（山吹沙綾）
- BanG Dream! FILM LIVE 2nd Stage（山吹沙綾）

2022年
- 劇場版 BanG Dream! Poppin'Dream!（山吹沙綾）
- 偶像學園！ 10th STORY ～通往未來的STARWAY～（2022年版）（紫吹蘭）

2023年
- 偶像學園！ 10th STORY ～通往未來的STARWAY～（2023年版）（紫吹蘭[33]）
- 特別篇 吹響吧！上低音號～合奏團競賽篇～（釜屋燕[34]）

2024年
- BLOODY ESCAPE -地獄的逃走劇-（艾克婭[35]）

### 遊戲
2012年
- 偶像活動！灰姑娘課程（紫吹蘭）
- 偶像大師 灰姑娘女孩（島村卯月）

2013年
- 偶像活動！2個人的my princess（紫吹蘭）
- Wake Up, Girls! 舞台天使（八神涼華）
- Fantasista Doll Girls Royal（鵜野渦芽）
- 妖精劍士f（果林）
- 嫁コレ聲優部

2014年
- 歌組575（小林抹茶）
- 巫女之社（八咫安祐美）
- 嫁コレ（鵜野渦芽）
- 消滅都市（彌生）

2015年
- 偶像大師 灰姑娘女孩 星光舞台（島村卯月）
- 合奏女孩!!（日语：あんさんぶるガールズ）（羽森翼）
- 公主連結！（柏崎初音）

2017年
- BanG Dream! Girls Band Party!（山吹沙綾[36]）
- 結城友奈是勇者 閃光的花結（乃木若葉）
- 魔法紀錄 魔法少女小圓外傳（秋野楓）
- 問答RPG 魔法使與黑貓維茲（克蕾緹雅）

2018年
- 碧藍航線（鳥海）
- 超異域公主連結 Re:Dive（初音、卯月）

2019年
- 碧藍航線（Z35[[[Wikipedia:格式手册/链接#章節|錨點失效]]]）
- Crash Fever（楊戬/楊醬）
- 明日方舟（安洁莉娜）
- 怪物彈珠（朱槿）
- 东方大炮弹（露米娅）

2020年
- 閃耀幻想曲（太陽石）

2021年
- 蔚藍檔案（黑見茜香）

2022年
- Code Geass 反叛的魯路修失落物語（瑪雅·迪賽爾）

2023年
- 無期迷途 (曼缇斯)

2024年
- 原神 (伊安珊)

### 廣播節目
- 星期二（MBS Radio：2012年4月17日－）[37]
- 田所梓、大橋彩香的電台 （文化放送內的10分鐘專欄、每週星期六，合計4回：2012年7月）（文化放送超!A&G+、每週星期六：2012年8月4日－）[1]
- 廣播 THE IDOLM@STER CINDERELLA GIRLS（NICONICO動畫「響 -HiBiKi- 頻道」從2012年9月5日每週星期三開始直播、8月30日星期四於HiBiKi Radio Station前播放配信）[38]

## 音樂作品
- Poppin'Party相關音樂作品詳見Poppin'Party作品列表。

### 單曲
|        | 發售日         | 標題                                    | 規格產品編號 | 規格產品編號 | Oricon 最高排名 |
| CD+DVD | 發售日         | 標題                                    | CD           |              | Oricon 最高排名 |
| ------ | -------------- | --------------------------------------- | ------------ | ------------ | --------------- |
| 1st    | 2014年8月6日   | YES!!                                   | LACM-14264   | LACM-14265   | 35名            |
| 2nd    | 2015年2月25日  | ENERGY☆SMILE                            | LACM-14313   | LACM-14314   | 37名            |
| 3rd    | 2015年11月11日 |                                         | LACM-14417   | LACM-14418   | 33名            |
| 4th    | 2015年12月9日  |                                         | LACM-14428   | LACM-14429   | 36名            |
| 5th    | 2017年1月18日  | ワガママMIRROR HEART                    | LACM-14562   | LACM-14563   | 17名            |
| 6th    | 2017年8月2日   | ユー&アイ                               | LACM-14643   | LACM-14644   | 29名            |
| 7th    | 2018年4月18日  | NOISY LOVE POWER☆                       | LACM-14738   | LACM-14739   | 21名            |
| 8th    | 2018年11月21日 |                                         | LACM-14814   | LACM-14815   | 35名            |
| 限定   | 2019年5月15日  | Give Me Five!!!!! 〜Thanks my family♡〜 | 不適用       | LACZ-10023   | 不適用          |
| 9th    | 2019年8月6日   |                                         | LACM-14889   | LACM-14890   | 17名            |
| 10th   | 2021年1月13日  |                                         | LACM-24073   | LACM-24074   | 21名            |
| 數位   | 2021年8月4日   | #HASHTAG ME                             | 不適用       | 不適用       | 不適用          |
| 11th   | 2022年4月27日  | Be My Friend!!!                         | LACM-24237   | LACM-24238   | 32名            |
| 12th   | 2023年7月26日  | Please, please!                         | LACM-34369   | LACM-24369   | 未发售          |

### 專輯
|       | 發售日         | 標題               | 規格產品編號 | 規格產品編號 | 規格產品編號 | Oricon 最高排名 |
| CD+BD | 發售日         | 標題               | CD+DVD       | CD           |              | Oricon 最高排名 |
| ----- | -------------- | ------------------ | ------------ | ------------ | ------------ | --------------- |
| 1st   | 2016年5月18日  | 起動 〜Start Up!〜 | LACA-35543   | LACA-35544   | LACA-15543   | 14名            |
| 2nd   | 2018年5月23日  | PROGRESS           | LACA-35719   | 不適用       | LACA-15719   | 24名            |
| 3rd   | 2020年12月16日 | WINGS              | LACA-35850   | 不適用       | LACA-15850   | 24名            |

### 迷你專輯
|     | 發售日         | 標題    | 規格產品編號 | Oricon 最高排名 |
| --- | -------------- | ------- | ------------ | --------------- |
| 1st | 2021年12月22日 | Lumière | LACA-15924   | 107名           |
| 2nd | 2022年4月27日  | Étoile  | LACA-15949   |                 |

### 商業搭配
| 歌曲              | 商業搭配                                               | 時期   |
| ----------------- | ------------------------------------------------------ | ------ |
| YES!!             | 電視動畫《生存遊戲社》片頭曲                           | 2014年 |
|                   | 電視動畫《彗星·路西法》片尾曲                          | 2015年 |
|                   | 電視動畫《彗星·路西法》片尾曲                          | 2015年 |
|                   | 電視動畫《彗星·路西法》片尾曲                          | 2015年 |
|                   | 電視動畫《政宗君的復仇》片頭曲                         | 2017年 |
|                   | 電視動畫《騎士&魔法》片尾曲                            | 2017年 |
| NOISY LOVE POWER☆ | 電視動畫《魔法少女 我》片頭曲                          | 2018年 |
|                   | 電視動畫《只要長得可愛，即使是變態你也喜歡嗎？》片頭曲 | 2019年 |
|                   | 電視動畫《養了狗與貓 每天都好開心》片頭曲              | 2020年 |
| Lovely Days       | 電視動畫《養了狗與貓 每天都好開心》片頭曲              | 2021年 |
| Be My Friend!!!   | 電視動畫《史上最強大魔王轉生為村民A》片頭曲            | 2022年 |
| Please, please!   | 電視動畫《政宗君的復仇R》片頭曲                        | 2023年 |

### 角色歌
| 發售日   | 商品名稱 | 演唱 | 歌曲                                                                        | 備註                                                          |
| 2012年   | 2012年 | 2012年 | 2012年                                                                      | 2012年                                                        |
| -------- | --- | --- | --------------------------------------------------------------------------- | ------------------------------------------------------------- |
| 8月8日   | THE IDOLM@STER CINDERELLA MASTER 010 島村卯月                                                                       | 島村卯月（大橋彩香） | 「S(mile)ING!」                                                             | 遊戲《偶像大師 灰姑娘女孩》相關歌曲                           |
| 2013年   | | |                                                                             |                                                               |
| 4月10日  | THE IDOLM@STER CINDERELLA MASTER                                                                                    | THE IDOLM@STER CINDERELLA GIRLS | 「（M@STER VERSION）」                                                      | 遊戲《偶像大師 灰姑娘女孩》主題曲                             |
| 4月10日  | THE IDOLM@STER CINDERELLA MASTER                                                                                    | CINDERELLA GIRLS for Cute! | 「（Cute VERSION）」                                                        | 遊戲《偶像大師 灰姑娘女孩》主題曲                             |
| 7月17日  | | 鵜野渦芽（大橋彩香）、莎莎羅（津田美波）、卡佳（德井青空）、締兒（赤崎千夏）、瑪德琳（大原沙耶香）、小明（長谷川明子） | 「」                                                                        | 電視動畫《幻想玩偶》片頭曲                                    |
| 7月17日  | 鵜野渦芽（大橋彩香）                                                                                                | 「」 | 電視動畫《幻想玩偶》相關歌曲                                                |                                                               |
| 7月17日  | DAY by DAY | 鵜野渦芽（大橋彩香）、莎莎羅（津田美波）、卡佳（德井青空）、締兒（赤崎千夏）、瑪德琳（大原沙耶香）、小明（長谷川明子） | 「DAY by DAY」                                                              | 電視動畫《幻想玩偶》片尾曲                                    |
| 8月14日  | THE IDOLM@STER CINDERELLA MASTER                                                                                    | CINDERELLA GIRLS for NEW GENERATIONS! | 「（NEW GENERATIONS VERSION）」                                             | 遊戲《偶像大師 灰姑娘女孩》主題曲                             |
| 9月18日  | 幻想玩偶 Character Song !! vol.1                                                                                    | 鵜野渦芽（大橋彩香） | 「」                                                                        | 電視動畫《幻想玩偶》相關歌曲                                  |
| 9月20日  | 幻想玩偶 Blu-ray&DVD 第1卷 特典CD                                                                                   | 鵜野渦芽（大橋彩香） | 「（渦芽Only Version）」                                                    | 電視動畫《幻想玩偶》相關歌曲                                  |
| 10月9日  | THE IDOLM@STER CINDERELLA MASTER Cute Jewelries! 001                                                                | 雙葉杏（五十嵐裕美）、前川未來（高森奈津美）、島村卯月（大橋彩香）、小日向美穗（津田美波）、安部菜菜（三宅麻理惠） | 「」 「 ～jewel parade～」                                                  | 遊戲《偶像大師 灰姑娘女孩》相關歌曲                           |
| 10月9日  | THE IDOLM@STER CINDERELLA MASTER Cute Jewelries! 001                                                                | 島村卯月（大橋彩香） | 「」                                                                        | 遊戲《偶像大師 灰姑娘女孩》相關歌曲                           |
| 10月23日 | 妄想探索社相關歌曲集                                                                                                | 鈴木結愛（西明日香）、佐藤陽菜（明坂聰美）、高橋葵（荻野可鈴）、田中心春（大橋彩香） | 「Stand Up!!!!」                                                            | 電視動畫《妄想探索社》片頭曲                                  |
| 10月23日 | 妄想探索社相關歌曲集                                                                                                | 鈴木結愛（西明日香）、佐藤陽菜（明坂聰美）、高橋葵（荻野可鈴）、田中心春（大橋彩香） | 「」                                                                        | 電視動畫《妄想探索社》片尾曲                                  |
| 10月23日 | 妄想探索社相關歌曲集                                                                                                | 田中心春（大橋彩香） | 「心春日和」                                                                | 電視動畫《妄想探索社》相關歌曲                                |
| 2014年   | | |                                                                             |                                                               |
| 1月22日  | | [ 成員 4 ] | 「」                                                                        | 電視動畫《GO!GO!575》片頭曲                                   |
| 1月22日  | 小林抹茶（大橋彩香）                                                                                                | 「」 | 電視動畫《GO!GO!575》相關歌曲                                               |                                                               |
| 2月5日   | IDOL POWER RAINBOW                                                                                                  | 天海春香（中村繪里子）、如月千早（今井麻美）、星井美希（長谷川明子）、島村卯月（大橋彩香）、澀谷凜（福原綾香）、本田未央（原紗友里）、春日未來（山崎遙）、最上靜香（田所梓）、伊吹翼（Machico）from THE IDOLM@STER M@STERS OF IDOL WORLD!! 2014                                                                                            | 「IDOL POWER RAINBOW」                                                      | LIVE活動《THE IDOLM@STER M@STERS OF IDOL WORLD!! 2014》主題曲 |
| 3月19日  | 妄想探索社 Encore相關歌曲集                                                                                         | 鈴木結愛（西明日香）、佐藤陽菜（明坂聰美）、高橋葵（荻野可鈴）、田中心春（大橋彩香） | 「」 「Stand Up!!!!」                                                       | 電視動畫《妄想探索社 Encore》相關歌曲                         |
| 3月19日  | 妄想探索社 Encore相關歌曲集                                                                                         | 鈴木結愛（西明日香）、佐藤陽菜（明坂聰美）、高橋葵（荻野可鈴）、田中心春（大橋彩香）、園田萌舞子（上田麗奈） | 「」                                                                        | 電視動畫《妄想探索社 Encore》相關歌曲                         |
| 4月5日   | THE IDOLM@STER CINDERELLA GIRLS 1st LIVE WONDERFUL M@GIC!! Solo Remix                                               | 島村卯月（大橋彩香） | 「（M@STER VERSION）」                                                      | 遊戲《偶像大師 灰姑娘女孩》相關歌曲                           |
| 5月14日  | Suki Suki//LINKS | 友寄勁子（大橋彩香）、真境名鈍子（木戶衣吹）、吳屋急子（田所梓） | 「Suki Suki//LINKS」                                                        | 電視動畫《健全機鬥士》片尾曲                                  |
| 5月14日  | Suki Suki//LINKS | 友寄勁子（大橋彩香） | 「」                                                                        | 電視動畫《健全機鬥士》相關歌曲                                |
| 6月25日  | 健全機鬥士 原聲帶                                                                                                   | 友寄勁子（大橋彩香） | 「Suki Suki//LINKS ～勁子ver.～」                                           | 電視動畫《健全機鬥士》相關歌曲                                |
| 7月30日  | THE IDOLM@STER CINDERELLA MASTER We're the friends!                                                                 | THE IDOLM@STER CINDERELLA GIRLS!! | 「We're the friends!」                                                      | 遊戲《偶像大師 灰姑娘女孩》相關歌曲                           |
| 7月30日  | THE IDOLM@STER CINDERELLA MASTER We're the friends!                                                                 | THE IDOLM@STER CINDERELLA GIRLS for BEST5! | 「」                                                                        | 遊戲《偶像大師 灰姑娘女孩》相關歌曲                           |
| 8月20日  | | [ 成員 7 ] | 「」                                                                        | 電視動畫《生存遊戲社》片尾曲                                  |
| 8月20日  | 「」 | [ 成員 7 ] | 電視動畫《生存遊戲社》印象曲                                                |                                                               |
| 10月1日  | 生存遊戲社 角色歌1 園川桃香                                                                                         | 園川桃香（大橋彩香） | 「I NEED "JYU"!」                                                           | 電視動畫《生存遊戲社》相關歌曲                                |
| 10月1日  | 生存遊戲社 角色歌1 園川桃香                                                                                         | 園川桃香（大橋彩香）、豪德寺佳代（東山奈央） | 「LONELY DOLLS」                                                            | 電視動畫《生存遊戲社》相關歌曲                                |
| 10月1日  | 生存遊戲社 角色歌3 春日野麗                                                                                         | 春日野麗（大久保瑠美）、園川桃香（大橋彩香） | 「」                                                                        | 電視動畫《生存遊戲社》相關歌曲                                |
| 10月22日 | 生存遊戲社 角色歌4 經堂麻耶                                                                                         | 經堂麻耶（Lynn）、園川桃香（大橋彩香）、豪德寺佳代（東山奈央） | 「PEACEMAKER!」                                                             | 電視動畫《生存遊戲社》相關歌曲                                |
| 11月5日  | THE IDOLM@STER CINDERELLA GIRLS -ANIMATION FIRST SET-                                                               | 島村卯月（大橋彩香）、澀谷凜（福原綾香）、本田未央（原紗友里） | 「 -JAZZ Rearrange Mix-」                                                   | 電視動畫《偶像大師 灰姑娘女孩》相關歌曲                       |
| 11月29日 | THE IDOLM@STER CINDERELLA GIRLS 2ndLIVE PARTY M@GIC!! ～jewel parade～                                              | 島村卯月（大橋彩香） | 「 ～jewel parade～ 島村卯月Solo Remix」                                    | 電視動畫《偶像大師 灰姑娘女孩》相關歌曲                       |
| 12月24日 | 擴散性百萬亞瑟王 角色歌4 輝夜                                                                                       | 輝夜（大橋彩香） | 「」                                                                        | 遊戲《擴散性百萬亞瑟王》相關歌曲                              |
| 12月28日 | THE IDOLM@STER ORIGINAL CD SET - 1111 BRIGHTS and MAGICS -                                                          | 島村卯月（大橋彩香） | 「M@STERPIECE」                                                             | 電視動畫《偶像大師 灰姑娘女孩》相關歌曲                       |
| 2015年   | | |                                                                             |                                                               |
| 1月21日  | THE IDOLM@STER CINDERELLA GIRLS ANIMATION PROJECT 00 ST@RTER BEST                                                   | 島村卯月（大橋彩香） | 「S(mile)ING!」                                                             | 電視動畫《偶像大師 灰姑娘女孩》相關歌曲                       |
| 1月21日  | THE IDOLM@STER CINDERELLA GIRLS ANIMATION PROJECT 00 ST@RTER BEST                                                   | CINDERELLA PROJECT | 「 ～jewel parade～」                                                       | 電視動畫《偶像大師 灰姑娘女孩》相關歌曲                       |
| 2月18日  | THE IDOLM@STER CINDERELLA GIRLS ANIMATION PROJECT 01 Star!!                                                         | CINDERELLA PROJECT | 「Star!!」                                                                  | 電視動畫《偶像大師 灰姑娘女孩》片頭曲                         |
| 2月18日  | THE IDOLM@STER CINDERELLA GIRLS ANIMATION PROJECT 01 Star!!                                                         | 島村卯月（大橋彩香）、澀谷凜（福原綾香）、本田未央（原紗友里） | 「」                                                                        | 電視動畫《偶像大師 灰姑娘女孩》片尾曲                         |
| 4月22日  | Stand Up!!!!!／色彩crossroad                                                                                        | [ 成員 9 ] | 「色彩crossroad」                                                           | 電視動畫《妄想探索社 Spinoff 和噗嚕噗嚕夏露姆遊玩吧》片尾曲   |
| 4月22日  | THE IDOLM@STER CINDERELLA GIRLS ANIMATION PROJECT 07 Evo! Revo! Generation!                                         | new generations | 「Evo! Revo! Generation!」 「 -new generations Remix-」                     | 電視動畫《偶像大師 灰姑娘女孩》相關歌曲                       |
| 4月23日  | 偶像大師 灰姑娘女孩 BD、DVD 第1卷完全生產限定版特典CD「346Pro IDOL selection vol.1」                                | 島村卯月（大橋彩香） | 「Romantic Now -For Uzuki rearrange MIX-」                                  | 電視動畫《偶像大師 灰姑娘女孩》相關歌曲                       |
| 5月13日  | THE IDOLM@STER CINDERELLA GIRLS ANIMATION PROJECT 08 GOIN'!!!                                                       | CINDERELLA PROJECT | 「GOIN'!!!」 「」                                                           | 電視動畫《偶像大師 灰姑娘女孩》相關歌曲                       |
| 5月20日  | | 田中心春（大橋彩香）、圓城寺結衣（高森奈津美） | 「」                                                                        | 電視動畫《妄想探索社 Spinoff 和噗嚕噗嚕夏露姆遊玩吧》相關歌曲 |
| 5月20日  | 鈴木結愛（西明日香）、佐藤陽菜（明坂聰美）、高橋葵（荻野可鈴）、田中心春（大橋彩香）、園田萌舞葉&萌舞婆（上田麗奈） | 「」 |                                                                             | 電視動畫《妄想探索社 Spinoff 和噗嚕噗嚕夏露姆遊玩吧》相關歌曲 |
| 6月19日  | MUST GO! | 天海春香（中村繪里子）、如月千早（今井麻美）、星井美希（長谷川明子）、島村卯月（大橋彩香）、澀谷凜（福原綾香）、本田未央（原紗友里）、春日未來（山崎遙）、最上靜香（田所梓）、伊吹翼（Machico） from THE IDOLM@STER M@STERS OF IDOL WORLD!! 2015                                                                                           | 「 MUST GO!」                                                               | LIVE活動《THE IDOLM@STER M@STERS OF IDOL WORLD!! 2015》主題曲 |
| 7月18日  | THE IDOLM@STER M@STERS OF IDOL WORLD!!2015 Nation Sapphire Android                                                  | 島村卯月（大橋彩香） | 「（島村卯月Solo Remix）」                                                  | 遊戲《偶像大師 灰姑娘女孩》相關歌曲                           |
| 7月29日  | THE IDOLM@STER CINDERELLA MASTER Absolute NIne                                                                      | THE IDOLM@STER CINDERELLA GIRLS!! | 「Absolute NIne」                                                           | 遊戲《偶像大師 灰姑娘女孩》相關歌曲                           |
| 8月5日   | THE IDOLM@STER CINDERELLA GIRLS ANIMATION PROJECT 2nd season 01 Shine!!                                             | CINDERELLA PROJECT | 「Shine!!」                                                                 | 電視動畫《偶像大師 灰姑娘女孩》片頭曲                         |
| 8月5日   | THE IDOLM@STER CINDERELLA GIRLS ANIMATION PROJECT 2nd season 01 Shine!!                                             | 島村卯月（大橋彩香）、澀谷凜（福原綾香）、本田未央（原紗友里）、雙葉杏（五十嵐裕美）、諸星煌梨（松嵜麗） | 「」                                                                        | 遊戲《偶像大師 灰姑娘女孩 星光舞台》主題曲                    |
| 11月11日 | THE IDOLM@STER CINDERELLA GIRLS ANIMATION PROJECT 2nd Season 06                                                     | new generations | 「」                                                                        | 電視動畫《偶像大師 灰姑娘女孩》插入曲                         |
| 11月11日 | THE IDOLM@STER CINDERELLA GIRLS ANIMATION PROJECT 2nd Season 06                                                     | new generations | 「」                                                                        | 電視動畫《偶像大師 灰姑娘女孩》片尾曲                         |
| 11月11日 | THE IDOLM@STER CINDERELLA GIRLS ANIMATION PROJECT 2nd Season 06                                                     | new generations | 「 -new generations Remix-」                                                | 電視動畫《偶像大師 灰姑娘女孩》相關歌曲                       |
| 11月25日 | THE IDOLM@STER CINDERELLA GIRLS ANIMATION PROJECT 2nd Season 07 M@GIC☆                                              | CINDERELLA PROJECT | 「M@GIC☆」                                                                  | 電視動畫《偶像大師 灰姑娘女孩》插入曲                         |
| 11月25日 | THE IDOLM@STER CINDERELLA GIRLS ANIMATION PROJECT 2nd Season 07 M@GIC☆                                              | CINDERELLA PROJECT | 「」                                                                        | 電視動畫《偶像大師 灰姑娘女孩》片尾曲                         |
| 11月25日 | THE IDOLM@STER CINDERELLA GIRLS ANIMATION PROJECT 2nd Season 07 M@GIC☆                                              | 島村卯月（大橋彩香） | 「S(mile)ING! -LIVE MIX-」                                                  | 電視動畫《偶像大師 灰姑娘女孩》插入曲                         |
| 11月27日 | THE IDOLM@STER CINDERELLA GIRLS 3rdLIVE - Power of Smile - Original CD                                              | 島村卯月（大橋彩香） | 「Evo! Revo! Generation! 島村卯月Solo Remix」                               | 電視動畫《偶像大師 灰姑娘女孩》相關歌曲                       |
| 2016年   | | |                                                                             |                                                               |
| 2月24日  | Yes! BanG_Dream! | Poppin'Party | 「Yes! BanG_Dream!」 「」                                                   | 《BanG Dream!》相關歌曲                                       |
| 3月30日  | THE IDOLM@STER CINDERELLA GIRLS ANIMATION PROJECT ORIGINAL SOUNDTRACK                                               | 島村卯月（大橋彩香） | 「S(mile)ING!（TV Version）」                                               | 電視動畫《偶像大師 灰姑娘女孩》相關歌曲                       |
| 3月30日  | THE IDOLM@STER CINDERELLA GIRLS ANIMATION PROJECT ORIGINAL SOUNDTRACK                                               | new generations | 「（TV Version）」 「Absolute NIne」                                        | 電視動畫《偶像大師 灰姑娘女孩》相關歌曲                       |
| 3月30日  | THE IDOLM@STER CINDERELLA GIRLS ANIMATION PROJECT ORIGINAL SOUNDTRACK                                               | 島村卯月（大橋彩香）、本田未央（原紗友里）、澀谷凜（福原綾香）、神谷奈緒（松井惠理子）、北條加蓮（淵上舞） | 「STORY」                                                                   | 電視動畫《偶像大師 灰姑娘女孩》相關歌曲                       |
| 3月30日  | THE IDOLM@STER CINDERELLA GIRLS STARLIGHT MASTER 01 Snow Wings                                                      | 島村卯月（大橋彩香）、澀谷凜（福原綾香）、本田未央（原紗友里）、大槻唯（山下七海）、上條春菜（長島光那） | 「Snow Wings（M@STER VERSION）」 「Snow Wings（GAME VERSION）」             | 遊戲《偶像大師 灰姑娘女孩 星光舞台》相關歌曲                  |
| 3月30日  | THE IDOLM@STER CINDERELLA GIRLS STARLIGHT MASTER 01 Snow Wings                                                      | 島村卯月（大橋彩香） | 「days」                                                                    | 遊戲《偶像大師 灰姑娘女孩 星光舞台》相關歌曲                  |
| 8月3日   | STAR BEAT!～～ | Poppin'Party | 「STAR BEAT!～～」 「夏空 SUN! SUN! SEVEN!」                                | 《BanG Dream!》相關歌曲                                       |
| 9月2日   | THE IDOLM@STER CINDERELLA GIRLS 4thLIVE TriCastle Story Starlight Castle 會場Original CD                            | 島村卯月（大橋彩香） | 「Snow Wings （M@STER VERSION）島村卯月Solo Remix」                         | 遊戲《偶像大師 灰姑娘女孩 星光舞台》相關歌曲                  |
| 12月7日  | | Poppin'Party | 「」 「」                                                                   | 《BanG Dream!》相關歌曲                                       |
| 12月21日 | | [ 成員 12 ] | 「」                                                                        | 《合奏女孩！》相關歌曲                                        |
| 2017年   | | |                                                                             |                                                               |
| 1月25日  | THE IDOLM@STER CINDERELLA GIRLS VIEWING REVOLUTION Yes! Party Time!!                                                | 島村卯月（大橋彩香）、澀谷凜（福原綾香）、本田未央（原紗友里）、赤城米莉亞（黑澤朋世）、安部菜菜（三宅麻理惠） | 「Yes! Party Time!!（M@STER VERSION）」 「Yes! Party Time!!（VR VERSION）」 | 遊戲《偶像大師 灰姑娘女孩 鑑賞革命》相關歌曲                  |
| 1月25日  | 賽馬娘 Pretty Derby STARTING GATE 03                                                                                | 伏特加（大橋彩香） | 「CATCH THE VICTORY!」                                                      | 遊戲《賽馬娘 Pretty Derby》相關歌曲                           |
| 1月25日  | 賽馬娘 Pretty Derby STARTING GATE 03                                                                                | 伏特加（大橋彩香）、大和赤驥（木村千咲）、黃金船（上田瞳） | 「」 「」                                                                   | 遊戲《賽馬娘 Pretty Derby》相關歌曲                           |
| 2月1日   | | Poppin'Party | 「」                                                                        | 電視動畫《BanG Dream!》片頭曲                                 |
| 2月1日   | 「」 | Poppin'Party | 電視動畫《BanG Dream!》相關歌曲                                             |                                                               |
| 2月8日   | THE IDOLM@STER CINDERELLA MASTER EVERMORE                                                                           | 島村卯月（大橋彩香）、澀谷凜（福原綾香）、本田未央（原紗友里）、赤城米莉亞（黑澤朋世）、安部菜菜（三宅麻理惠）、神崎蘭子（內田真禮）、小日向美穗（津田美波）、城崎美嘉（佳村遙）、城崎莉嘉（山本希望）、高垣楓（早見沙織）、多田李衣菜（青木瑠璃子）、新田美波（洲崎綾）、雙葉杏（五十嵐裕美）、前川未來（高森奈津美）、諸星煌梨（松嵜麗） | 「 ～jewel parade～」                                                       | 遊戲《偶像大師 灰姑娘女孩 星光舞台》相關歌曲                  |
| 2月15日  | ～Sing Girls～ | Poppin'Party | 「 ～Sing Girls～」                                                         | 電視動畫《BanG Dream!》片尾曲                                 |
| 2月15日  | ～Sing Girls～ | Poppin'Party | 「Happy Happy Party! 」                                                     | 電視動畫《BanG Dream!》相關歌曲                               |
| 3月1日   | THE IDOLM@STER CINDERELLA GIRLS STARLIGHT MASTER 09                                                                 | 島村卯月（大橋彩香）、小日向美穗（津田美波）、五十嵐響子（種崎敦美） | 「（M@STER VERSION）」 「（GAME VERSION）」                                 | 遊戲《偶像大師 灰姑娘女孩 星光舞台》相關歌曲                  |
| 3月22日  | 政宗君的復仇 BD、DVD第1卷特典CD                                                                                     | 安達垣愛姬（大橋彩香）、藤之宮寧子（三森鈴子） | 「」                                                                        | 電視動畫《政宗君的復仇》片尾曲                                |
| 3月22日  | 政宗君的復仇 BD、DVD第1卷特典CD                                                                                     | 安達垣愛姬（大橋彩香） | 「」                                                                        | 電視動畫《政宗君的復仇》片尾曲                                |
| 3月22日  | THE IDOLM@STER CINDERELLA MASTER Treasure☆                                                                          | 島村卯月（大橋彩香）、澀谷凜（福原綾香）、城崎美嘉（佳村遙）、本田未央（原紗友里）、多田李衣菜（青木瑠璃子） | 「Treasure☆（M@STER VERSION）」                                             | 遊戲《偶像大師 灰姑娘女孩 星光舞台》相關歌曲                  |
| 3月22日  | THE IDOLM@STER CINDERELLA MASTER Treasure☆                                                                          | 島村卯月（大橋彩香）、澀谷凜（福原綾香）、城崎美嘉（佳村遙） | 「Treasure☆（M@STER VERSION）for ☆MIX」                                     | 廣播《》片頭曲                                                |
| 7月26日  | | 山吹沙綾(大橋彩香) | 「」                                                                        | 《BanG Dream!》角色歌曲                                       |
| 2019年   | | |                                                                             |                                                               |
| 1月23日  | THE IDOLM@STER CINDERELLA GIRLS STARLIGHT MASTER 25 Happy New Yeah!                                                 | 島村卯月（大橋彩香）、澀谷凛（福原綾香）、本田未央（原紗友里）、佐藤心（花守由美里）、三村加奈子（大坪由佳） | 「Happy New Yeah!（M@STER VERSION）」                                       | 遊戲《偶像大師 灰姑娘女孩 星光舞台》相關歌曲                  |
| 8月14日  | THE IDOLM@STER CINDERELLA GIRLS STARLIGHT MASTER 31 Pretty Liar                                                     | 島村卯月（大橋彩香）、小日向美穗（津田美波）、五十嵐響子（種﨑敦美）、澀谷凛（福原綾香）、北條加蓮（渕上舞）、神谷奈緒（松井惠理子）、本田未央（原紗友里）、日野茜（赤﨑千夏）、高森藍子（金子有希） | 「Stage Bye Stage」                                                         | 遊戲《偶像大師 灰姑娘女孩 星光舞台》相關歌曲                  |
| 10月23日 | THE IDOLM@STER CINDERELLA GIRLS STARLIGHT MASTER 33 Starry-Go-Round                                                 | 雙葉杏（五十嵐裕美）、諸星煌梨（松嵜麗）、島村卯月（大橋彩香）、澀谷凛（福原綾香）、本田未央（原紗友里） | 「LOVE & PEACH」                                                            | 遊戲《偶像大師 灰姑娘女孩 星光舞台》相關歌曲                  |
| 10月23日 | THE IDOLM@STER CINDERELLA GIRLS STARLIGHT MASTER 33 Starry-Go-Round                                                 | 島村卯月（大橋彩香） | 「HOT LIMIT」                                                               | 遊戲《偶像大師 灰姑娘女孩 星光舞台》相關歌曲                  |
| 11月6日  | 「結城友奈是勇者」精選輯「勇氣之歌」                                                                                | 乃木若葉（大橋彩香）、上里日向（高野麻里佳）、高嶋友奈（照井春佳）、郡千景（鈴木愛奈）、土居球子（本渡楓）、伊予島杏（近藤玲奈） | 「」 「」                                                                   | 遊戲《結城友奈是勇者 花結的閃耀》相關歌曲                     |
| 11月6日  | 「結城友奈是勇者」精選輯「勇氣之歌」Canime原創特典獨唱版本CD                                                        | 乃木若葉（大橋彩香） | 「」 「」                                                                   | 遊戲《結城友奈是勇者 花結的閃耀》相關歌曲                     |
| 2020年   | | |                                                                             |                                                               |
| 1月8日   | THE IDOLM@STER CINDERELLA GIRLS STARLIGHT MASTER 35 Palette                                                         | 島村卯月（大橋彩香）、小日向美穗（津田美波）、五十嵐響子（種崎敦美） | 「Palette（M@STER VERSION）」                                               | 遊戲《偶像大師 灰姑娘女孩 星光舞台》相關歌曲                  |
| 2月14日  | THE IDOLM@STER CINDERELLA GIRLS 7thLIVE TOUR Special 3chord♪ Glowing Rock! 會場原創CD                               | 島村卯月（大橋彩香） | 「Happy New Yeah!（M@STER VERSION）」                                       | 遊戲《偶像大師 灰姑娘女孩 星光舞台》相關歌曲                  |
| 2月19日  | THE IDOLM@STER CINDERELLA GIRLS STARLIGHT MASTER 36 義勇忍俠花吹雪                                                  | 島村卯月（大橋彩香）、澀谷凜（福原綾香）、本田未央（原紗友里） | 「」                                                                        | 遊戲《偶像大師 灰姑娘女孩 星光舞台》相關歌曲                  |

### 團體成員
1. ↑  島村卯月（大橋彩香）、小日向美穗（津田美波）、三村加奈子（大坪由佳）、澀谷凜（福原綾香）、多田李衣菜（青木瑠璃子）、神崎蘭子（內田真禮）、本田未央（原紗友里）、城崎美嘉（佳村遙）、城崎莉嘉（山本希望）
2. ↑  島村卯月（大橋彩香）、小日向美穗（津田美波）、三村加奈子（大坪由佳）
3. 1 2 3 4  島村卯月（大橋彩香）、澀谷凜（福原綾香）、本田未央（原紗友里）
4. ↑  正岡小豆（大坪由佳）、小林抹茶（大橋彩香）
5. ↑  澀谷凜（福原綾香）、鷺澤文香（M·A·O）、高垣楓（早見沙織）、安部菜菜（三宅麻理惠）、緒方智繪里（大空直美）、島村卯月（大橋彩香）、本田未央（原紗友里）、姬川友紀（杜野真子）、高森藍子（金子有希）
6. ↑  澀谷凜（福原綾香）、安部菜菜（三宅麻理惠）、緒方智繪里（大空直美）、島村卯月（大橋彩香）、本田未央（原紗友里）
7. ↑  園川桃香（大橋彩香）、鳳美煌（內山夕實）、春日野麗（大久保瑠美）、經堂麻耶（Lynn）、豪德寺佳代（東山奈央）
8. 1 2 3 4  島村卯月（大橋彩香）、澀谷凜（福原綾香）、本田未央（原紗友里）、雙葉杏（五十嵐裕美）、三村加奈子（大坪由佳）、城崎莉嘉（山本希望）、神崎蘭子（內田真禮）、前川未來（高森奈津美）、諸星煌梨（松嵜麗）、多田李衣菜（青木瑠璃子）、赤城米莉亞（黑澤朋世）、新田美波（洲崎綾）、緒方智繪里（大空直美）、安娜斯塔西婭（上坂堇）
9. ↑  鈴木結愛（西明日香）、佐藤陽菜（明坂聰美）、高橋葵（荻野可鈴）、田中心春（大橋彩香）、園田萌舞子（上田麗奈）、有栖川凜（三上枝織）、十六夜花音（大久保瑠美）、宇佐美陽菜（小松未可子）、圓城寺結衣（高森奈津美）、小此木友美（上坂堇）
10. ↑  鹽見周子（ルゥティン）、高垣楓（早見沙織）、澀谷凜（福原綾香）、前川未來（高森奈津美）、一之瀨志希（藍原琴美）、島村卯月（大橋彩香）、相葉夕美（木村珠莉）、城崎美嘉（佳村遙）、向井拓海（原優子）
11. 1 2 3 4 5  戶山香澄（愛美）、花園多英（大塚紗英）、牛込梨美（西本梨美）、山吹沙綾（大橋彩香）、市谷有咲（伊藤彩沙）
12. ↑  羽森翼（大橋彩香）、花音小鳥（田所梓）、丸子美咲（赤崎千夏）

## 外部連結
- 大橋彩香的官方網站 （页面存档备份，存于）（日語）
- 大橋彩香的X（前Twitter）（日語）
- Horipro官方介紹頁 大橋彩香 （页面存档备份，存于）（日語）
- 大橋彩香官方Blog「声がでかくてすいません。」 （页面存档备份，存于）（日語）
- 大橋彩香的哔哩哔哩个人空间（简体中文）
- 大橋彩香info的新浪微博（简体中文）